# ميغيل كاستانيو
ميغيل كاستانيو (بالإسبانية: Miguel Castaño)‏ هو كاتب وصحفي وسياسي إسباني، ولد في 23 فبراير 1883 في ليون في إسبانيا، وتوفي بنفس المكان في 21 نوفمبر 1936 بسبب إعدام رميا بالرصاص. حزبياً، نشط في حزب العمال الاشتراكي الإسباني. وقد انتخب عضو مجلس النواب الإسباني ‏ وانتخب عمدة.